# Ion Geantă
Ion Geantă (Alexandru Vlahuță, 12 settembre 1959 – 2 luglio 2019) è stato un canoista rumeno, specializzato nella velocità, vincitore dell'argento olimpico nel K4 1000 metri a Mosca 1980 insieme a Mihai Zafiu, Vasile Dîba e Nicusor Esanu.
Quattro anni dopo gareggiò nel K2 1000 metri a Los Angeles 1984 insieme a Alexandru Dulău venendo eliminato in semifinale.

## Palmarès
- Giochi olimpici

Mosca 1980: argento nel K4 1000 metri.